# Крейсери типу «Реїна Крістіна»
Тип незахищених крейсерів «Реїна Крістіна» або «Альфонсо XIII» був серією з трьох кораблів, побудованих протягом 1880-х років для служби у ВМС Іспанії. Вони були названі на честь іспанського короля та двох іспанських королев.

## Конструкція
Тип «Реїна Крістіна» мав три щогли та дві труби. Вони не несли броні, але їхні корпуси були побудовані за французькою стільниковою системою з 12 водонепроникними перегородками.
Кораблі, побудовані у Ферролі, були першими двома крейсерами зі сталевим корпусом, спорудженими на цій верфі.  Головні гармати були вироблені  Онторіа і встановлені в спонсонах. Торпедні апарати були фіксовані: один був на кожному борту, два були спереду, а один був ззаду. Ці кораблі будувалися тривалий час.
«Альфонсо XIII»  затримався на п'ять років через нестачу матеріалів і пройшло десять років від закладки кіля до введення в експлуатацію. Це власне і викликало розбіжності у назві типу, адже фактично закладений першим крейсер добудували останнім з трьох.
Кораблі були розроблені для колоніальної служби і не були призначені для боротьби з броньованими та важко озброєними кораблями противника, з як вони зустрінуть під час іспано-американської війни. Вони страждали від проблем з механізмами та котлами, і виявилися набагато повільнішими пароплавами, ніж це передбачалося їх розробниками.